# Ri-Teatrarna

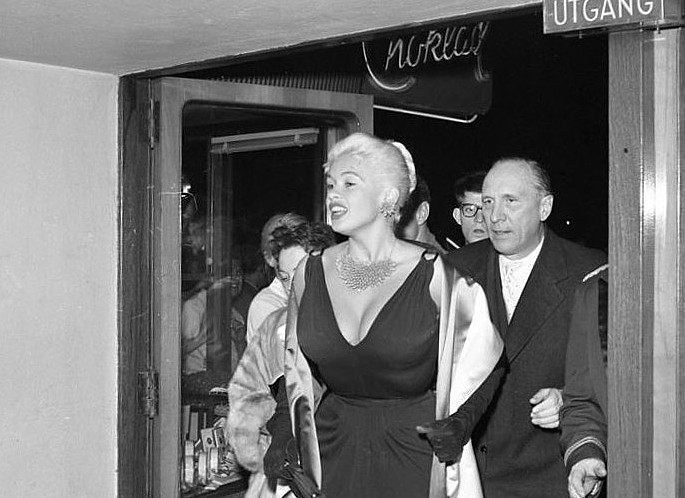
Jayne Mansfield besöker biografen "Park" 1957

Ri-Teatrarna AB var en stor biografkedja i Stockholm. De flesta biograferna i kedjan hade namn som började på Ri. Kedjan grundades av norrmannen Odd Biörnstad i slutet på 1920-talet med bland andra norska Margarinbolaget som investerare. En mångårig chef för firman (1950-1970-tal) var Thorbjörn Riese.
Första biografen var Rialto på Sveavägen. Ri-Teatrarna var först i Sverige med att installera Cinemascope och stereo på Rigoletto 1953, och 70 mm-projektorer med sex kanaler stereo på Ritz 1959. 1983 arrenderades Ri-Teatrarna av Europafilm. 1984 köptes Europafilm av Bonniers, som i sin tur fusionerade det med Svensk Filmindustri. Numera drivs Ri:s teatrar av Filmstaden.

## Biografer

### I drift

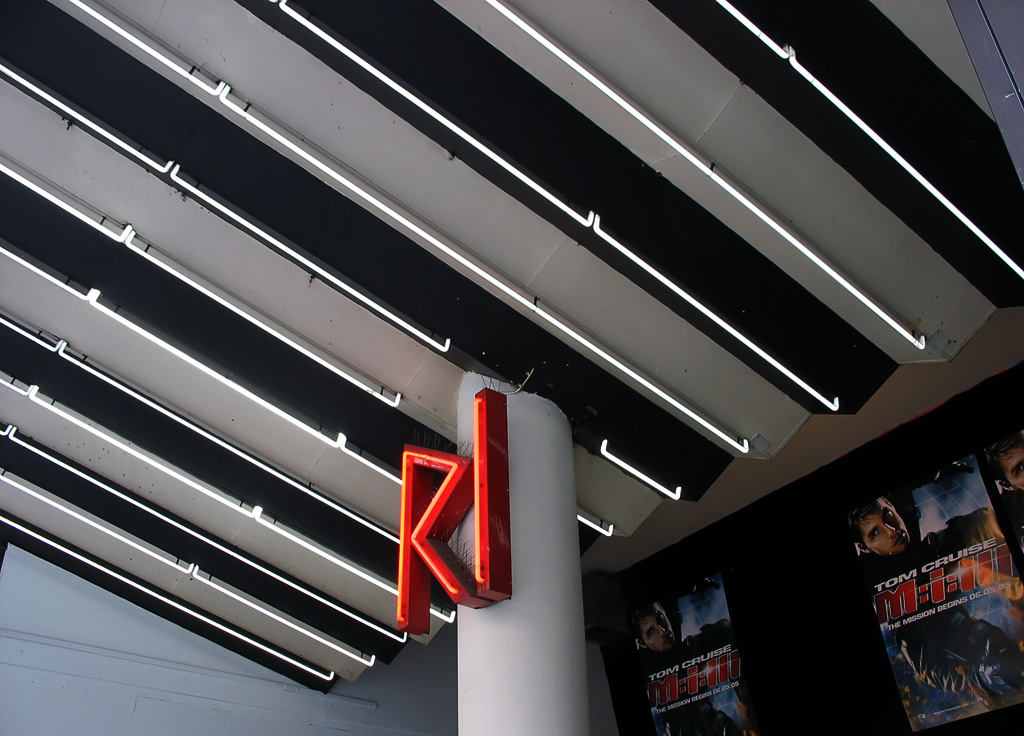
Ri-teatrarnas logotyp, utanför "Rigoletto", 2009. Togs bort vid renoveringen 2011-2012.

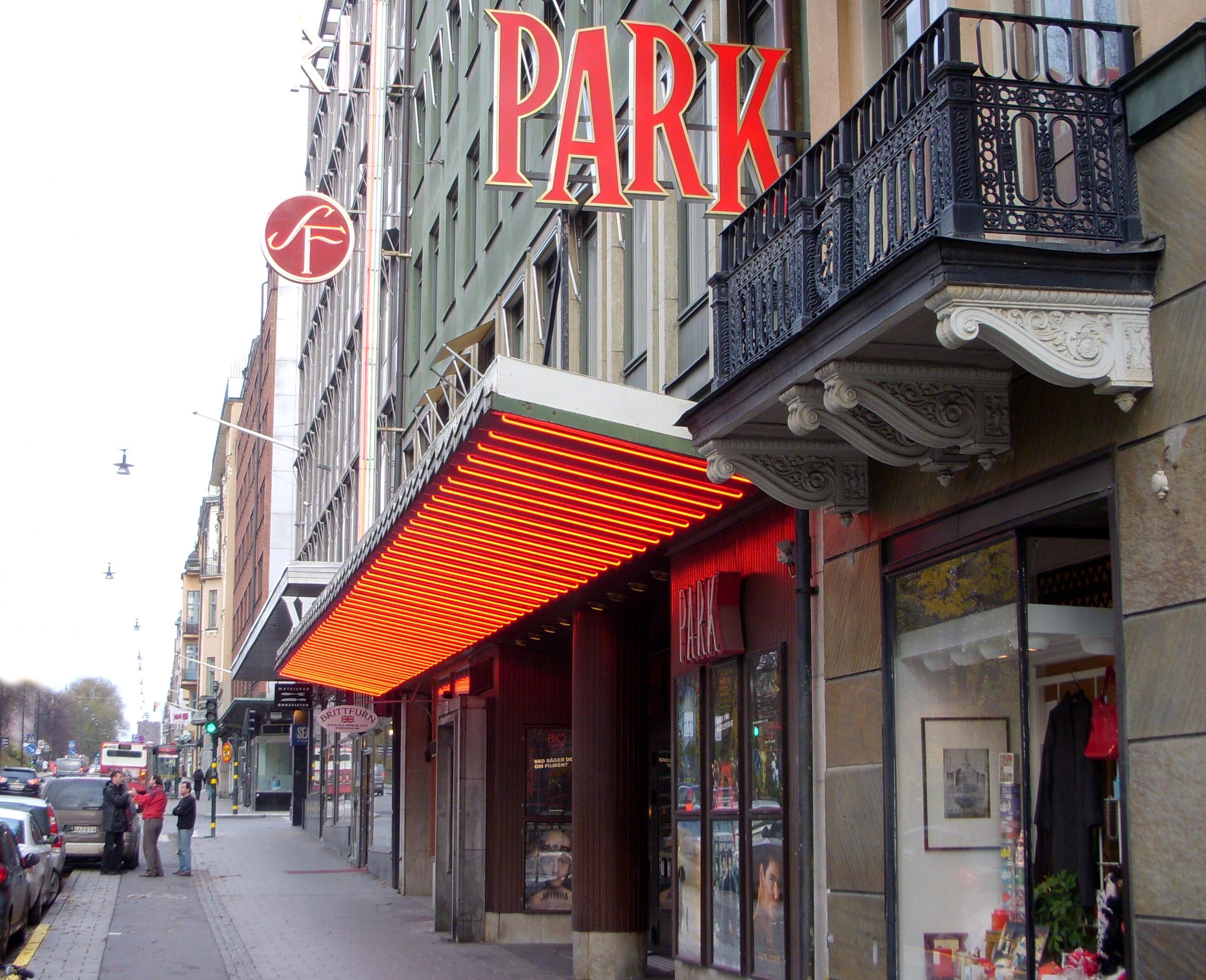
"Park", 2009.

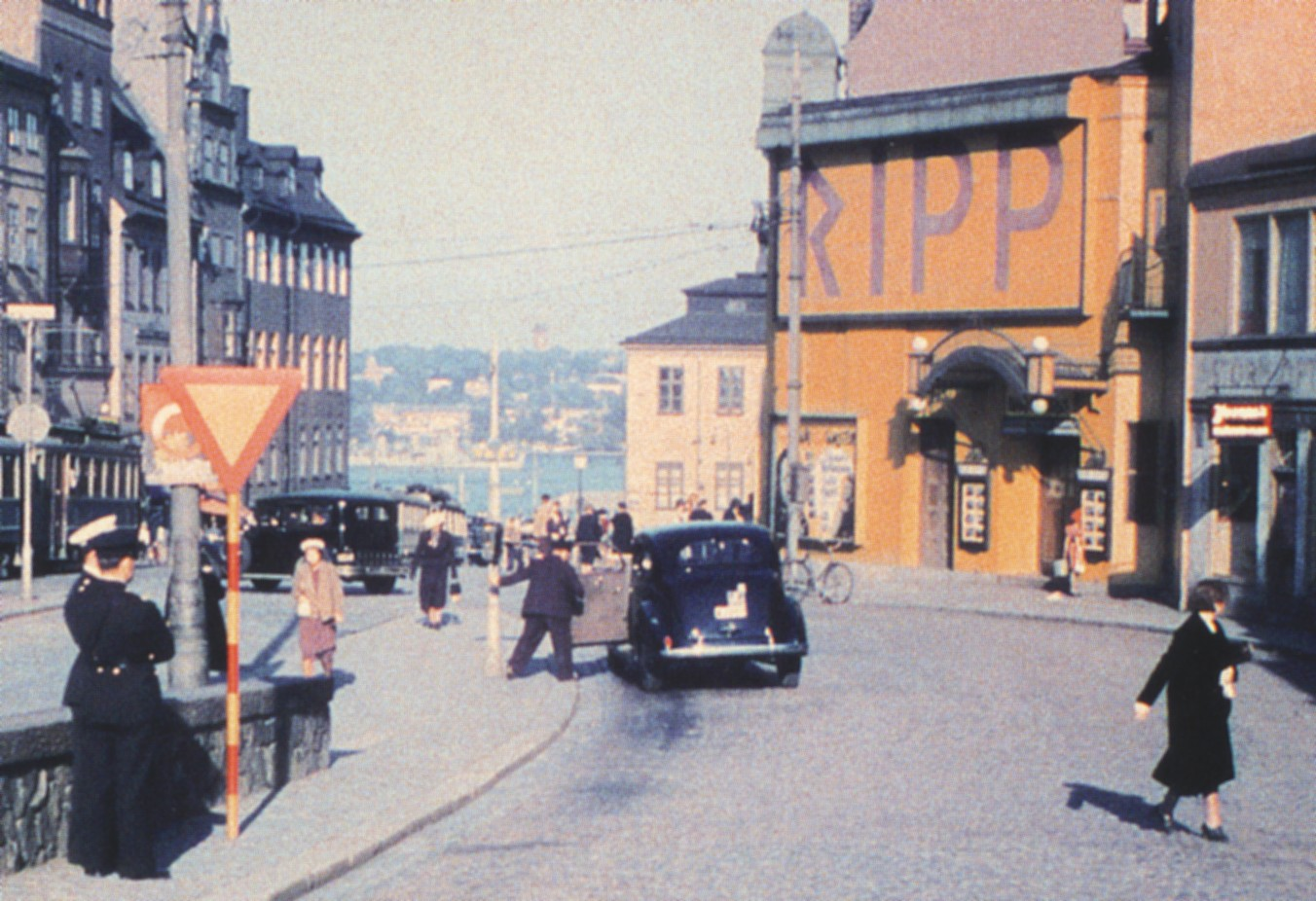
"Ripp", 1938

- RI-tvåan, Ribo, numera (åter) Capitol. Sankt Eriksgatan 82, drivs idag av Kinematografen S:t Erik AB
- Rigoletto, Kungsgatan 16, drivs idag av Filmstaden.
- Rita, numera Zita, Birger Jarlsgatan 37, drivs idag av Folkets Bio.
- Rio, Hornsgatan 188. (nuvarande Hornstulls Strand 3). Öppnad 1943, blev 1973 Kvartersbion Rio. Drivs idag av produktionsbolaget Diktator som Bio Rio.

### Nedlagda
- Park, Sturegatan 18, stängd 2022[2].
- Rival, Mariatorget 3. Invigd 1937 som Ri-Teatrarnas elfte biograf. Vid invigningen deras största biograf med 1218 sittplatser. Stängd våren 2002, men är i användbart skick och ingår numera i hotellverksamheten i fastigheten med samma namn. Den används för specialvisningar och andra särskilda evenemang.
- Ricardo, Hornsgatan 72. Öppnad 1928 som biograf Rio, övertagen 1929 av SF och sedermera namnändrad till Garbio. Övertagen av Ri-teatrarna 1959 och omdöpt till Ricardo. Sedan 1984 scen för Folkoperan.
- Riviera, Sveavägen 52. Öppnad 1920 som biograf och varietélokal kallad Rivoli, därefter Mindre Teatern 1930. Övertagen av Ri-Teatrarna 1931 och omdöpt till Riviera. Stängd våren 2003.
- Rialto, Sveavägen 114. Ri-Teatrarnas första egna biograf 1930. Stängd 1986. Sedermera Teater Pero.
- Ritz, Kungsholmsgatan 21. Öppnade som biograf Vidi 1926. Blev Ri-Teatrarnas andra biograf 1930. Första biografen i Sverige att installera 70 mm Todd-AO 1959. Stängd 1983 och blev då först Jehovas vittnen rikets sal. Numera har Svenska Filmbolaget sin studio Engelsberg Studios i dessa lokaler.
- Riverside, Sankt Eriksgatan 58-60. Invigd 1933 som Rivoli i Sportpalatset, Stockholm, men omdöpt 1963. Stängd 1977 och blev inspelningsstudio ägd av Polar Music (Abba).
- Ri-ettan, Sankt Eriksgatan 84. Ursprungligen biograf Påfågeln öppnad 1927, senare ägd av Europafilm. Stängd 1960, därefter möbelaffär. Återöppnad som biograf Ri-Ettan 1968. Stängd 1986, därefter Nya Mimensemblen.
- Ri-tvåan, Sankt Eriksgatan 82. Öppnad 1926, ursprungligen en av John A. Bergendahls biografer under namnet Capitol, 1929 såld till SF  omdöpt till Ribo som Ri-Teater 1959. Omdöpt till Ri-Tvåan 1968. Stängd 1985, därefter först Teater Aurora, därefter bland annat TV-studio för Strix Television.
- Rixi, Hornsgatan 78. Ri-Teatrarnas första egna biografbygge, öppnade 9 januari 1933 och stängde 16 maj 1971. Renodlad kvartersbiograf.
- Ritio, Högbergsgatan 26A. Ri-Teatrarnas tionde biograf, därav namnet. Stängd i början på 70-talet och sedermera Folkets Bio. Tills nyligen[när?] en färg- och möbelaffär under det gamla biografnamnet. Har dessförinnan varit skateboardhall samt finsk frikyrka (Filadelfiaseurakunta). Sedan 2010 finns här vandrarhemmet Mosebacke Hostel.
- Rimondo, Hantverkargatan 49. Ursprungligen biograf Manhattan. Efter att biografen stängdes blev den en porrbutik med det tidigare biografnamnet Manhattan.
- RiRi, Nytorget 6, andra namn var Nytorgs-Teatern och Södra Cabaréten. Öppnade 1911 som filmlokal och stängde 26 mars 1961.
- Ringside, Götgatan 93. Ursprungligen biograf Månen, omdöpt till Cora 1939, och långt senare som Ri-Teater till Ri-Cora. Stängd i mitten på 70-talet för att bli bingolokal. Öppnade åter i augusti 1979 under nya namnet Ringside.
- Ripp, Hornsgatan 9-11. Invigd 1912 som Biograf-Palatset, blev Ri-Teater 1931. Huset revs 1939 för att ge plats åt nya 
Södergatan.
- Rico, Götgatan 14. Invigd i december 1912 som Record-Teatern, ombyggd 1942 under namnet Göta, hette även Götahorn.
- Ri-Paraden, Valhallavägen 147. Invigd i oktober 1932 som Paraden, namngiven från kvartersnamnet. Lätt justering av namnet gjord 1966 då Ri-Teatrarna tog över verksamheten. Stängd våren 1982. Återöppnades hösten 1984  av Eurostar för en kort tid under ursprungliga namnet Paraden.
- Parkett, Karlavägen 54. Ursprungligen biograf Esplanad. Numera matvarubutiken ICA Supermarket Esplanad.
- Ri-Fågel Blå, Skeppargatan 60. Ursprungligen bara Fågel Blå. Öppnade 23 augusti 1926 och stängde 21 maj 1988. Hette även Porno Fågel Blå och Fågel Blå med Holken.

### Övriga
Dessutom kan även nämnas Rido på Sibyllegatan 26. Namnet användes aldrig, utan den tilltänkta biografen öppnades i stället 1934 av SF under namnet Puck.